# Planeta sin núcleo
Un planeta sin núcleo es un tipo teórico de planeta terrestre que ha sido objeto de diferenciación planetaria pero sin embargo no tiene un núcleo metálico, es decir, el planeta es en realidad un manto gigante de roca.

## Origen
De acuerdo con un documento del 2008 de Sara Seager y Linda Elkins-Tanton, hay probablemente dos maneras en que un planeta sin núcleo pueden formarse. En el primero, el planeta acrecienta a partir de materiales tipo condrita, totalmente oxidados, ricas en agua, donde la totalidad del hierro metálico se consolida en forma de cristales minerales de silicato. Tales planetas pueden formarse en las regiones más frías y más alejadas de la estrella central. En el segundo, el planeta acrecienta tanto de materiales ricos en agua y ricos en metales de hierro. Sin embargo, el hierro metálico reacciona con el agua para formar óxido de hierro y emite hidrógeno antes de que la diferenciación del núcleo de metal haya tenido lugar. Siempre que las gotas de hierro se mezclen bien y sean lo suficientemente pequeñas (<1 centímetro), el resultado final previsto es que el hierro se oxide y sea atrapado en el manto, incapaz de formar un núcleo.

## Características
Un completo planeta sin núcleo de silicato no tendrá un núcleo fundido y por lo tanto no habrá ningún campo magnético. Los tamaños predichos de los planetas sin núcleo son similares dentro de un pequeño tanto por ciento, lo que dificulta la interpretación de la composición interna del exoplaneta basado en las medidas de masas y radios planetarios.